# Magnetostática
La magnetoestática es el estudio de todos los fenómenos físicos en los que intervienen campos magnéticos constantes en el tiempo.
La magnetoestática abarca desde la atracción que ejercen los imanes y los electroimanes sobre los metales ferromagnéticos, como el hierro, hasta los campos magnéticos creados por corrientes eléctricas estacionarias. De hecho ambos fenómenos están estrechamente relacionados, ya que las corrientes eléctricas crean un campo magnético proporcional a la intensidad de corriente y que disminuye con la distancia.
Además todo cuerpo que entra en un campo magnético toma una imantación que depende de su naturaleza, y que generalmente pierde al retirarse de ese campo; algunos aceros conservan parte del magnetismo inducido o magnetismo remanente.
Hay cuerpos paramagnéticos que son atraídos por los imanes (hierro, níquel, cobalto, etc.) y cuerpos diamagnéticos, que son repelidos por ellos.

## Magnetismo
El magnetismo es la propiedad que tienen determinadas sustancias de repeler especialmente algunos minerales como el hierro, cobalto y níquel y cadmio.

## Conceptos básicos
En magnetostática, se investiga la distribución espacial de los campos magnéticos en las proximidades de imanes permanentes y corrientes estacionarias (concepto del hilo de corriente). Una corriente estacionaria, por ejemplo, es una corriente continua en un conductor eléctrico. Además de las propiedades magnéticas individuales de los materiales como el ferromagnetismo, el diamagnetismo, etc., esto también incluye el campo magnético de la Tierra. Además, la magnetostática describe el efecto de fuerza de tales campos generados sobre imanes y corrientes. Esto incluye el comportamiento de un dipolo magnético en un campo magnético temporalmente constante, por ejemplo, el comportamiento de una aguja magnética (libremente móvil) en el campo magnético de la Tierra.
Los términos básicos son análogos a la electrostática. La carga eléctrica positiva y negativa corresponden a los polos norte y sur, cuantitativamente: fuerza positiva y negativa del polo. Sin embargo, a diferencia de las cargas eléctricas, los polos magnéticos no se pueden aislar, sino que siempre ocurren juntos en un cuerpo.

## Usos

### La magnetostática como un caso especial de lasecuaciones de Maxwell
Partiendo de las ecuaciones de Maxwell y asumiendo que las cargas eléctricas son fijas o se mueven como una corriente constante{\displaystyle \scriptstyle \mathbf {J} }, las ecuaciones se separan en dos ecuaciones para el campo eléctrico (ver electrostática) y dos para el campo magnético. Los campos son independientes del tiempo y entre sí. Las ecuaciones magnetostáticas, tanto en forma diferencial como integral, se muestran en la siguiente tabla.
| Nombre                          | Forma                                                              | Forma                                                                                   |
| Nombre                          | Diferencial parcial                                                | Integral                                                                                |
| ------------------------------- | ------------------------------------------------------------------ | --------------------------------------------------------------------------------------- |
| Ley de Gauss para el magnetismo | {\displaystyle \mathbf {\nabla } \cdot \mathbf {B} =0}             | {\displaystyle \oint _{S}\mathbf {B} \cdot \mathrm {d} \mathbf {S} =0}                  |
| Ley de Ampère                   | {\displaystyle \mathbf {\nabla } \times \mathbf {H} =\mathbf {J} } | {\displaystyle \oint _{C}\mathbf {H} \cdot \mathrm {d} \mathbf {l} =I_{\mathrm {enc} }} |

Donde ∇ con el punto denota divergencia, y B es la densidad de flujo magnético, la primera integral se realiza sobre una superficie {\displaystyle \scriptstyle S} con elemento de superficie orientado {\displaystyle \scriptstyle d\mathbf {S} }. Donde ∇ con la cruz denota rotor, J  es la densidad de corriente y H es la intensidad de campo magnético, la segunda integral es una integral de línea alrededor de un bucle cerrado {\displaystyle \scriptstyle C} con elemento de línea {\displaystyle \scriptstyle \mathbf {l} }. La corriente que circula por el bucle es {\displaystyle \scriptstyle I_{\text{enc}}}.
La calidad de esta aproximación se puede adivinar comparando las ecuaciones anteriores con la versión completa de las ecuaciones de Maxwell y considerando la importancia de los términos que se han eliminado. De particular importancia es la comparación del término {\displaystyle \scriptstyle \mathbf {J} } contra el término {\displaystyle \scriptstyle \partial \mathbf {D} /\partial t}. Si el término {\displaystyle \scriptstyle \mathbf {J} } es sustancialmente más grande, entonces el término más pequeño puede ignorarse sin una pérdida significativa de precisión.

### Reintroduciendo laley de Faraday
Una técnica común es resolver una serie de problemas magnetostáticos en pasos de tiempo incrementales y luego usar estas soluciones para aproximar el término {\displaystyle \scriptstyle \partial \mathbf {B} /\partial t}. Insertando este resultado en la Ley de Faraday se encuentra un valor para {\displaystyle \scriptstyle \mathbf {E} } (que previamente se había ignorado). Este método no es una verdadera solución de las ecuaciones de Maxwell, pero puede proporcionar una buena aproximación para campos que cambian lentamente.

## Cálculo del campo magnético